# 古都
古都（こと）とは、ある国における古くからの都、または過去に都がおかれた場所のことである。
転じて、現在では歴史的建造物などが残されている場所を古都として概念的に呼称している場合も多く（鎌倉・金沢など）、その多くは観光地となっている。歴史は古くても現役の首都、経済中心地として活発な状況を呈している場合はこの名称で呼ばれないことも多いが、ローマのように歴史の累積が圧倒的な場合はその例外ともなり得る。

## 日本での法律による古都の定義
日本の法律において「古都」は「古都における歴史的風土の保存に関する特別措置法」で「わが国往時の政治、文化の中心等として歴史上重要な地位を有する奈良市、京都市、鎌倉市及び政令で定めるその他の市町村」と定義しており、「政令で定めるその他の市町村」については政令（古都における歴史的風土の保存に関する特別措置法第二条第一項の市町村を定める政令）で「天理市、橿原市、桜井市、斑鳩町、明日香村、逗子市及び大津市」と規定している。これは住環境保全運動が制定の契機となった法律で、施行の対象を通念としての「古都」に限定するものではない。

## 古都と称されている都市の例

### ヨーロッパ

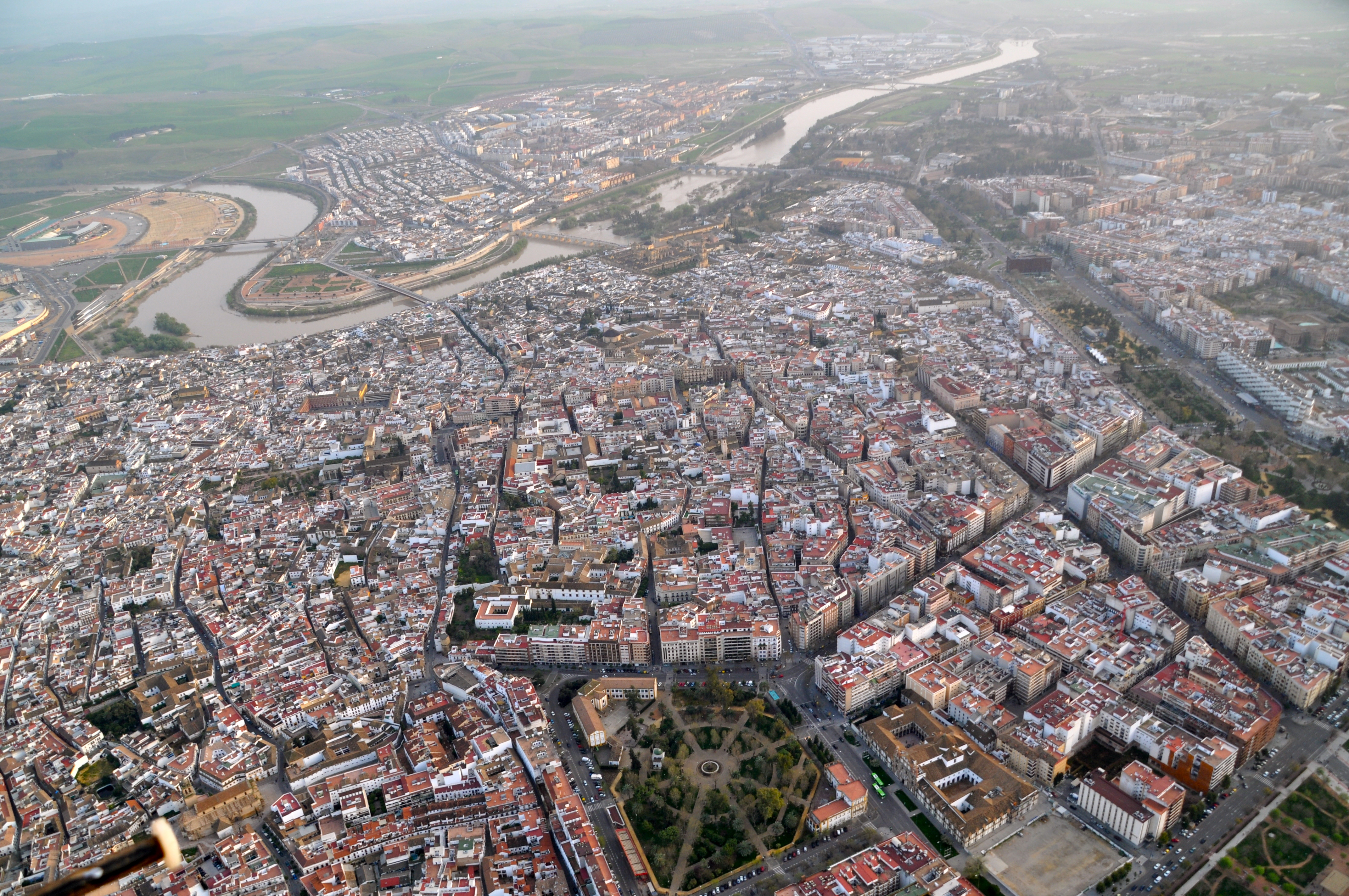
コルドバ

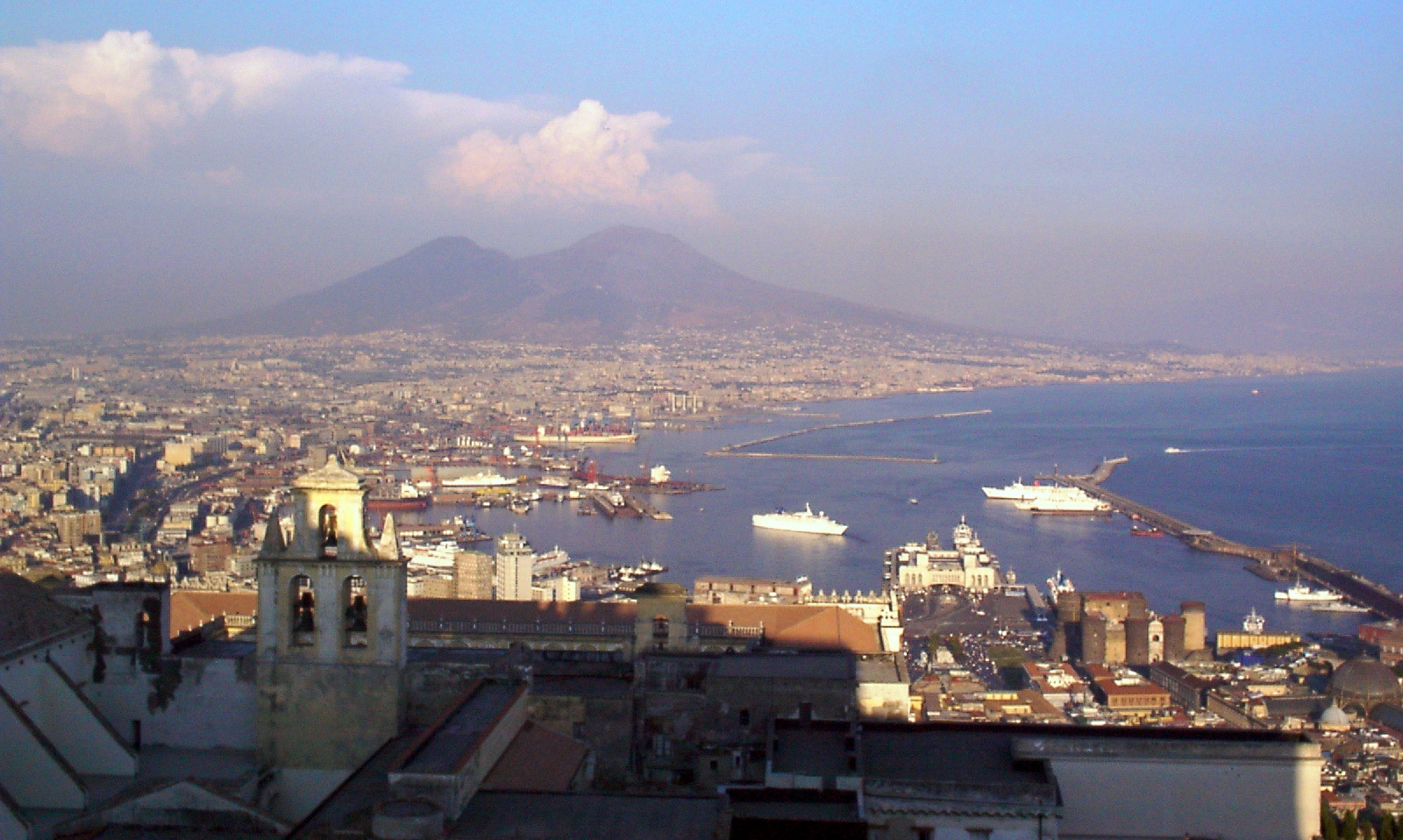
ナポリ

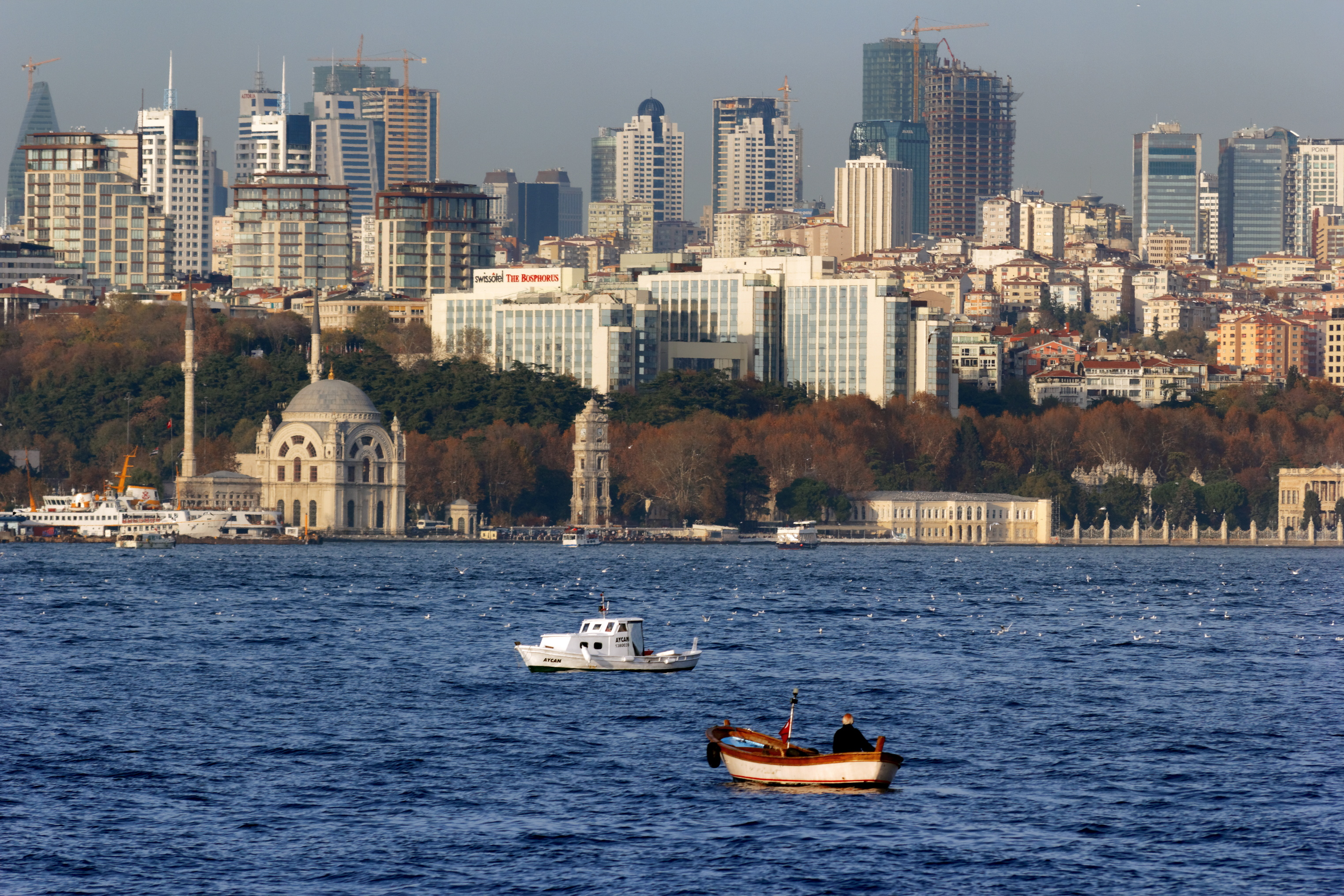
イスタンブール

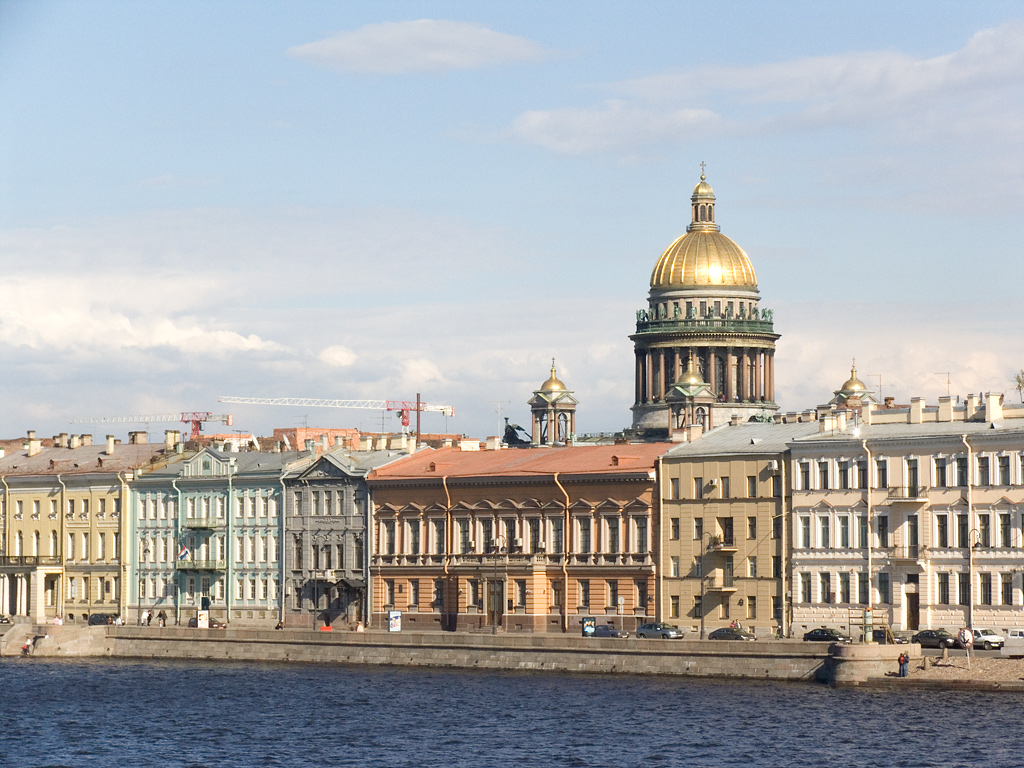
サンクトペテルブルク

#### マルタ
- イムディーナ

#### アイルランド
- ウォーターフォード
- キルケニー
- ダブリン

#### イングランド
- ウィンチェスター (イングランド)
- ヨーク (イングランド)

#### スコットランド
- エディンバラ
- スターリング
- パース (スコットランド)

#### ウェールズ
- コンウィ

#### ギリシャ
- テッサロニキ
- アテネ
- アルゴス (ギリシャ)
- アルタ (ギリシャ)
- エデッサ (ギリシャ)
- カヴァラ (ギリシャ)
- ケルキラ
- ドラマ (ギリシャ)
- トリカラ
- ナフプリオ
- パトラ
- ハニア
- ハルキス
- ヒオス島
- ミティリーニ
- ロドス

#### キプロス
- パフォス
- ラルナカ

#### スイス
- ジュネーヴ
- バーデン (スイス)
- ベルン
- ルツェルン

#### オーストリア
- インスブルック
- リンツ

#### ドイツ
- アーヘン
- アルテンブルク
- アーレン (バーデン＝ヴュルテンベルク)
- アウクスブルク
- ヴァルデック
- ヴェッツラー
- ヴォルムス
- ウルム
- ヴァイマル
- ヴュルツブルク
- ウルム
- オルデンブルク
- カッセル
- クヴェードリンブルク
- ケルン
- ケーテン (アンハルト)
- ゲーラ
- ゴスラー
- ゴータ
- コーブルク
- シュトゥットガルト
- シュパイアー
- シュヴェービッシュ・ハル
- シュヴェリーン
- シュパイアー
- ダルムシュタット
- ディンケルスビュール
- デッサウ
- ドルトムント
- ドレスデン
- ニュルンベルク
- ネルトリンゲン
- ノイス
- ノルトハウゼン
- ハノーファー
- バーデン＝バーデン
- バート・ヴィンプフェン
- ハイルブロン
- バート・アーロルゼン
- ハンブルク
- ビュッケブルク
- ブラウンシュヴァイク
- フランクフルト・アム・マイン
- プラウエン
- ブレーメン
- ボン
- マインツ
- マイニンゲン
- マンハイム
- ミュンヘン
- メミンゲン
- リューベック
- リンダウ
- レーゲンスブルク
- ロイトリンゲン
- ローテンブルク・オプ・デア・タウバー

#### フランス
- アヴィニョン
- アルル
- ヴィシー
- ヴェルサイユ
- ヴィエンヌ (イゼール県)
- ストラスブール
- ディジョン
- トゥールーズ
- ナンシー
- シャンベリ
- ソワソン
- ナント
- フォール＝ド＝フランス
- マルセイユ
- ルーアン

#### スペイン
- オビエド
- カディス
- カンガス・デ・オニス
- グラナダ
- コルドバ
- サラゴサ
- セビリア
- デニア
- トレド
- バルセロナ
- パンプローナ
- バダホス
- バリャドリッド
- パルマ・デ・マヨルカ
- バレンシア (スペイン)
- ブルゴス
- マラガ
- レオン (スペイン)

#### イタリア
- アクイレイア
- アマルフィ
- アンコーナ
- ヴェルチェッリ
- ウルビーノ
- ヴェネツィア
- ヴェローナ
- オリスターノ
- オルビア
- カザーレ・モンフェッラート
- カプア
- カリャリ
- クレーマ
- クレモナ
- クロトーネ
- サッサリ
- サルッツォ
- サレルノ
- サロ (イタリア)
- シラクサ
- シエーナ
- ジェノヴァ
- スポレート
- ターラント
- チェーヴァ
- トリノ
- トレヴィーゾ
- トレント (イタリア)
- ナポリ
- ノーリ
- パヴィーア
- パドヴァ
- パルマ
- パレルモ
- ピサ
- ピアチェンツァ
- ピオンビーノ
- ファエンツァ
- フェラーラ
- フォルリ
- ブレシア
- フィレンツェ
- ペルージャ
- ペーザロ
- ベネヴェント
- ボローニャ
- ミラノ
- マッサ
- マントヴァ
- ミランドラ
- メッシーナ
- モデナ
- ラヴェンナ
- リミニ
- ルッカ
- レッジョ・ディ・カラブリア
- レッジョ・エミリア
- ローディ
- ローマ

#### ポルトガル
- コインブラ
- リスボン

#### ポーランド
- ヴィリニュス（現在はリトアニア共和国の首都）
- カリシュ
- クラクフ
- グダニスク
- グニェズノ
- ズギェシ
- プウォツク
- プシェムィシル
- ポズナン

#### ハンガリー
- ヴィシェグラード
- エステルゴム
- セーケシュフェヘールヴァール
- ペーチ
- ポジョニ
- デブレツェン（臨時政府設置）
- ソンバトヘイ

#### クロアチア
- ザダル
- ソリン
- ニン (クロアチア)
- ドゥブロヴニク
- プーラ (クロアチア)

#### セルビア
- クラグイェヴァツ
- スメデレヴォ
- ベオグラード

#### モンテネグロ
- ツェティニェ（2006年の独立後、憲法上は首都となった）
- コトル

#### ボスニア・ヘルツェゴビナ
- モスタル
- ヤイツェ

#### ルーマニア
- トゥルゴヴィシュテ
- スチャヴァ
- ヤシ
- コンスタンツァ
- シビウ

#### ブルガリア
- タルノヴォ
- ヴァルナ (ブルガリア)
- ソフィア (ブルガリア)
- ニコポル
- プリスカ (ブルガリア)
- プロヴディフ
- ヤンボル

#### マケドニア共和国
- オフリド

#### トルコ
- アンタキヤ
- イスタンブール（コンスタンティノポリス）
- イズニク
- イズミット
- ヴァン
- エディルネ
- ガズィアンテプ
- カルス (都市)
- コンヤ
- シャンルウルファ
- タルスス
- チャタル・ヒュユク
- トラブゾン
- ブルサ

#### リトアニア
- ヴィリニュス
- カウナス
- ケルナヴェ
- トラカイ

#### ウクライナ
- キーウ
- ジトーミル
- バフチサライ
- ハルキウ
- リヴィウ

#### ロシア
- アストラハン
- ウラジーミル (ウラジーミル州)
- カザン
- カリーニングラード
- サライ (都市)
- サンクトペテルブルク（サンクトペテルブルク歴史地区と関連建造物群）
- デルベント
- ノヴゴロド

##### トゥヴァ共和国
- クズル

#### プロイセン
- ケーニヒスベルク

#### 北欧

##### デンマーク
- オーデンセ
- リーベ

##### スウェーデン
- ウプサラ
- ガムラ・ウプサラ
- ルンド

##### フィンランド
- オーボ
- ヴァーサ

##### ノルウェー
- トロンハイム
- トンスベルグ
- ベルゲン

#### アルメニア
- アルタシャト
- エレバン

### アジア

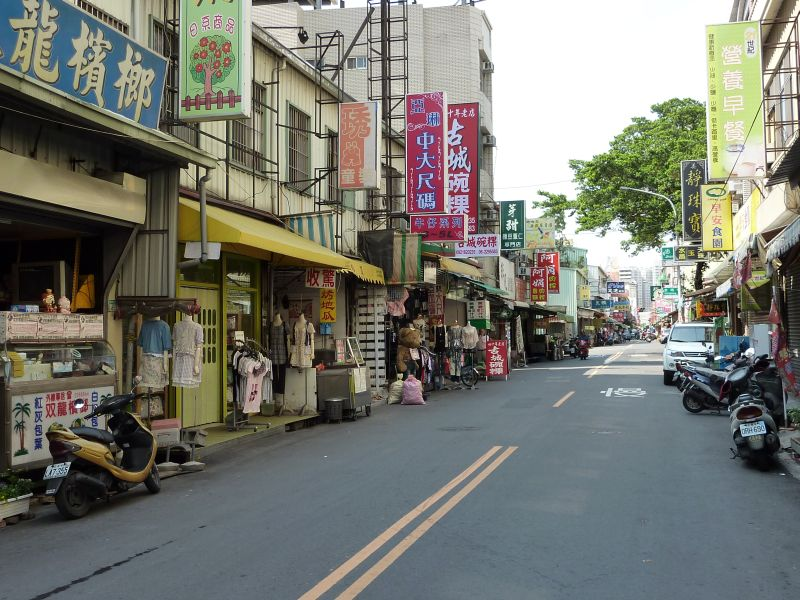
台南

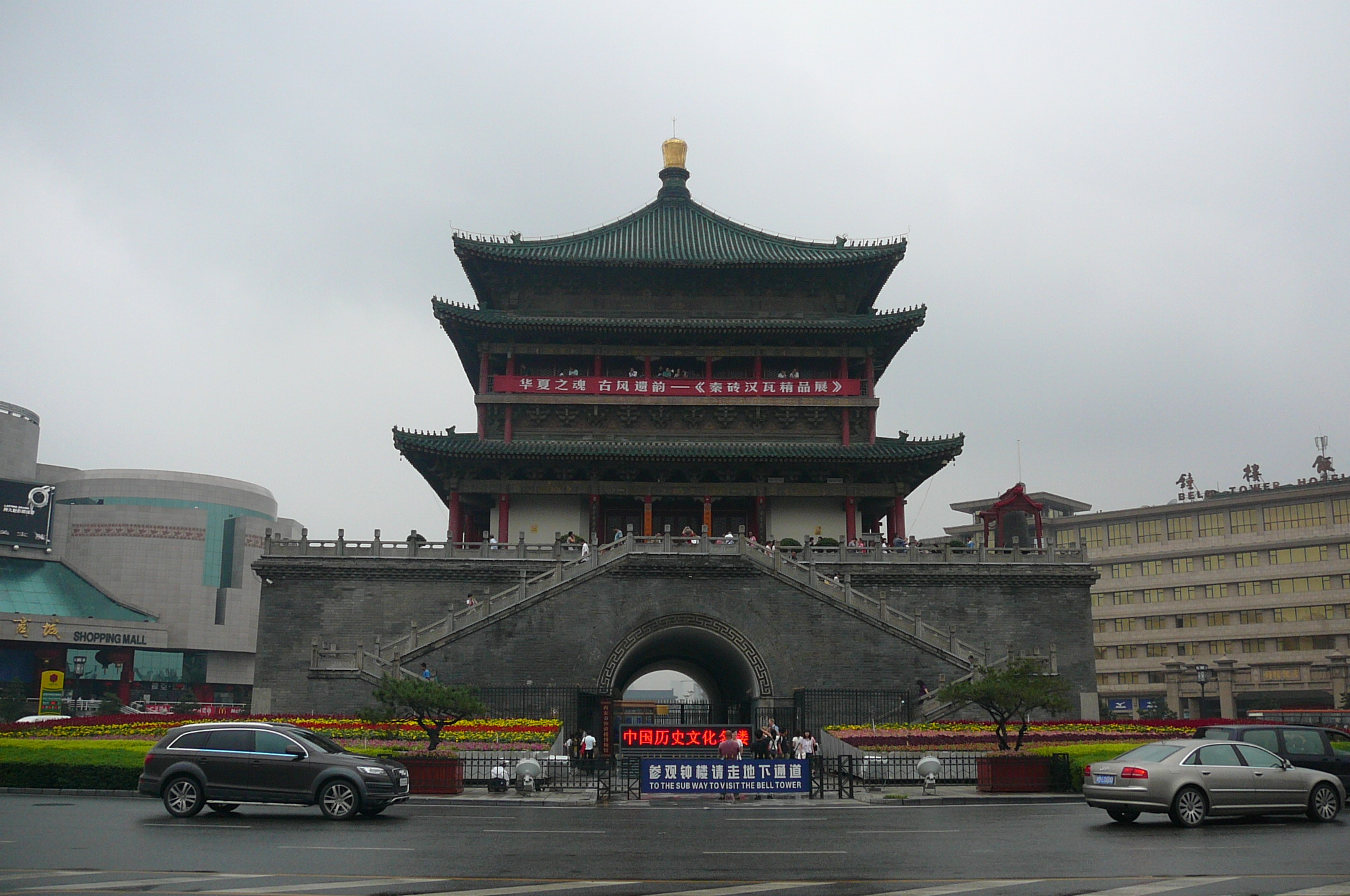
西安

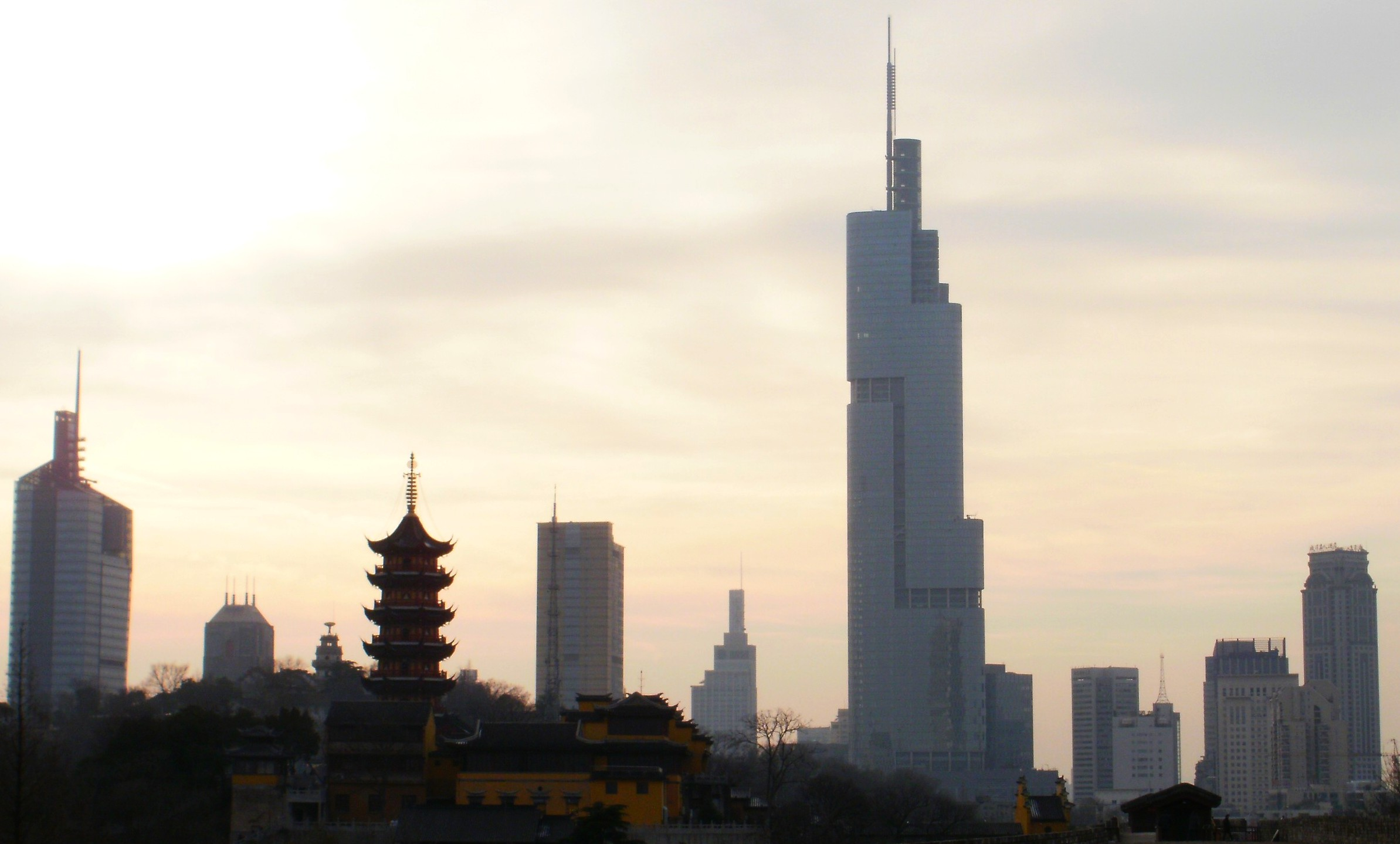
南京

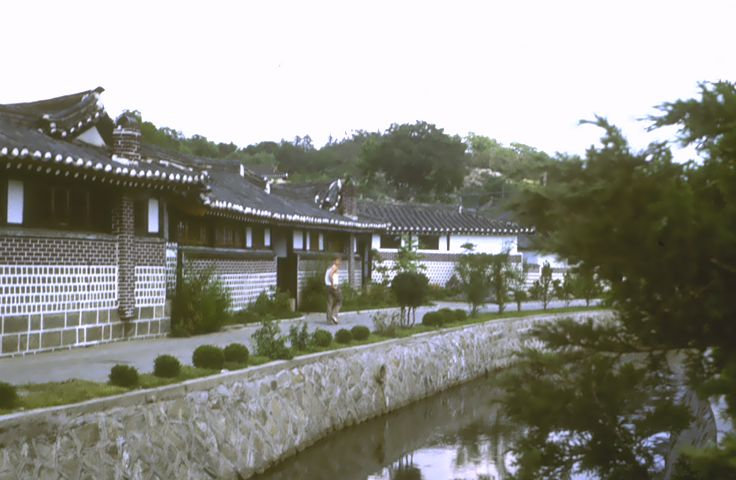
開城市

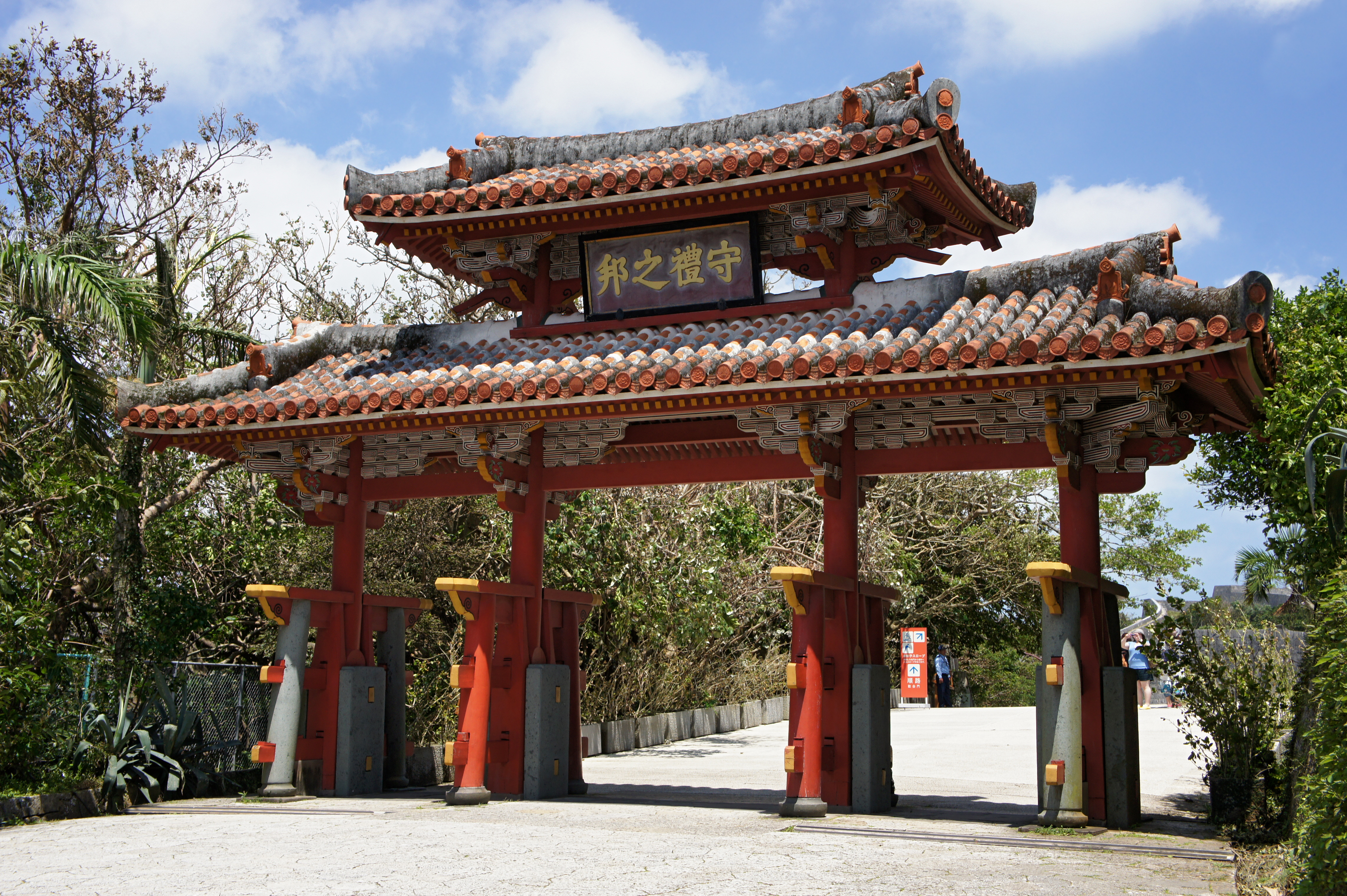
那覇市

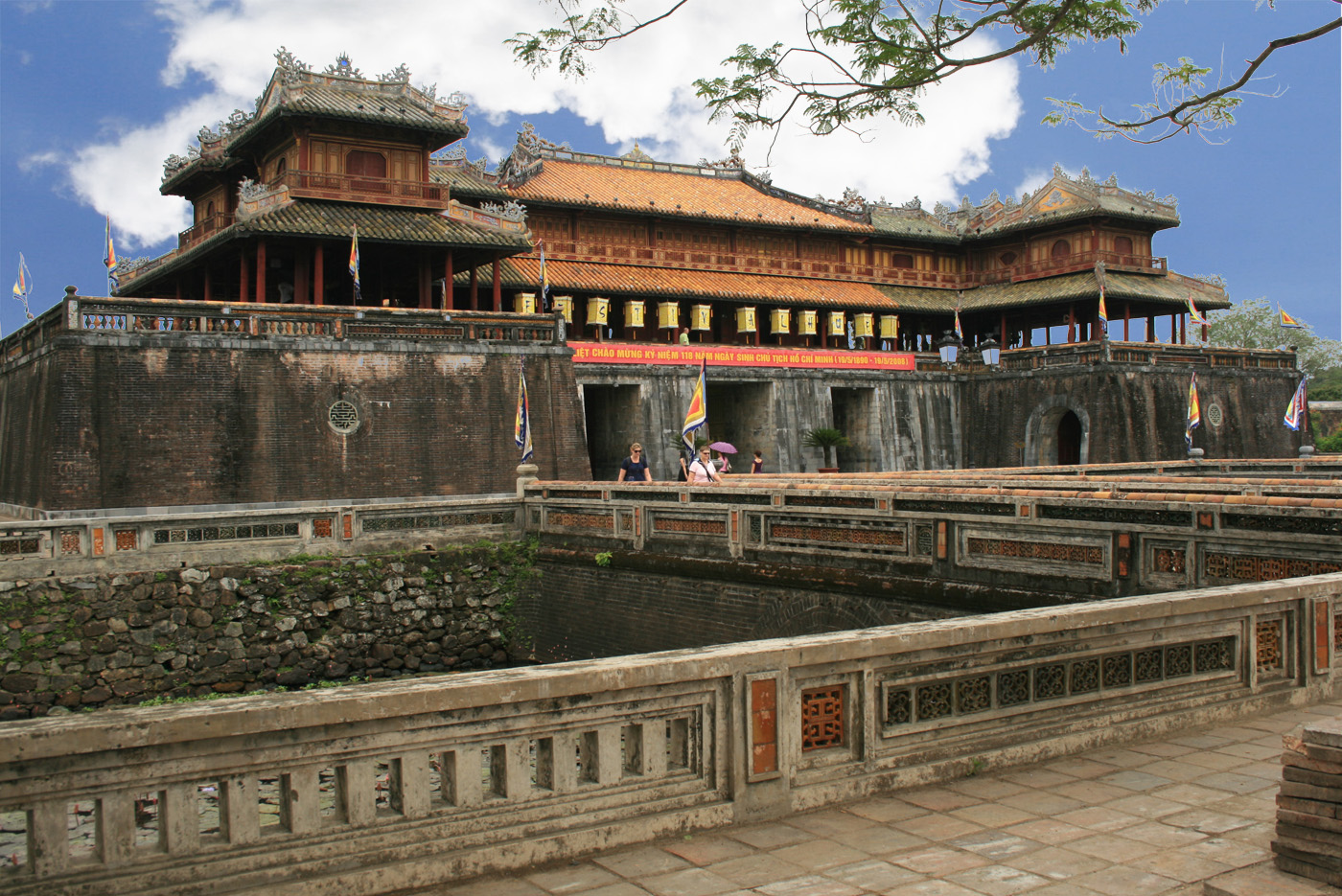
フエ

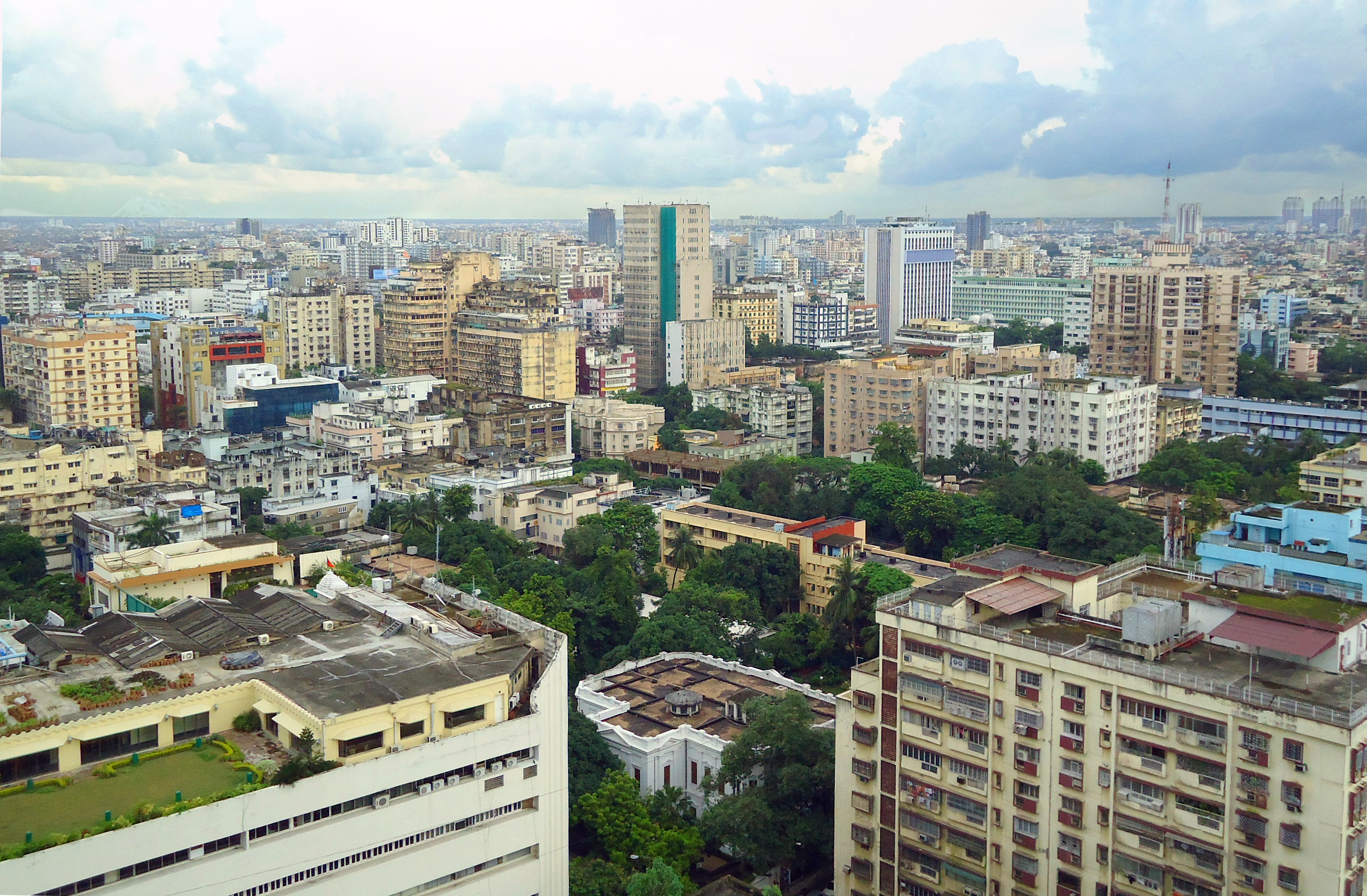
コルカタ

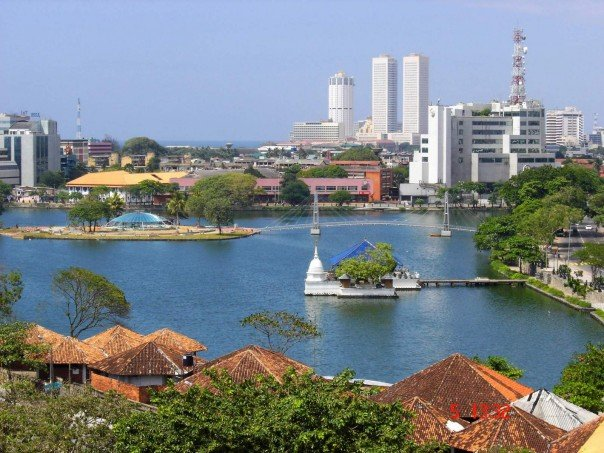
コロンボ

#### 中国本土
- 咸陽
- 安陽市
- 海東市
- 鄂州市
- 邯鄲市
- 開封(開封市)
- 荊州
- 広州
- 杭州
- 重慶
- 酒泉
- 瀋陽（奉天）
- 寿県
- 紹興市
- 曲阜市
- 許昌市
- 銀川市
- 景洪市
- 広州市
- 新鄭市
- 西安（長安）
- 成都
- 西寧
- 太原
- 大同
- 太原市
- 大理市
- 長沙
- 長春（新京）
- 朝陽市
- 鄭州市
- 敦煌市
- 南京
- 南昌
- 武漢
- 武威市
- 福州市
- 揚州市
- 洛陽
- 臨汾
- 龍城

など

#### 新疆ウイグル自治区
- カシュガル市
- グルジャ市
- ビシュバリク
- ホータン市

#### チベット自治区
- ラサ

#### 台湾
- 台南

#### モンゴル
- カラコルム

#### 日本
- 大阪市 (難波宮、難波京)
- 奈良市・大和郡山市（平城宮、平城京）
- 橿原市（藤原京、田中宮）
- 明日香村（飛鳥 / 飛鳥京）
- 桜井市 (泊瀬朝倉宮、泊瀬列城宮、磐余玉穂宮)
- 天理市 (石上広高宮)
- 磯城郡 (磐余池辺雙槻宮)
- 五條市（南朝 / 賀名生）
- 吉野町 (南朝)
- 京都市（平安京）
- 長岡京市・向日市（長岡京）
- 木津川市（恭仁京）
- 大津市（近江宮）
- 甲賀市（紫香楽宮）
- 神戸市（福原京）
- 那覇市（首里、琉球王国の都）

上記以外に歴史上「都」では無いが「古都」と称されている場所 (鎌倉市、金沢市、平泉町、太宰府市、多賀城市など)

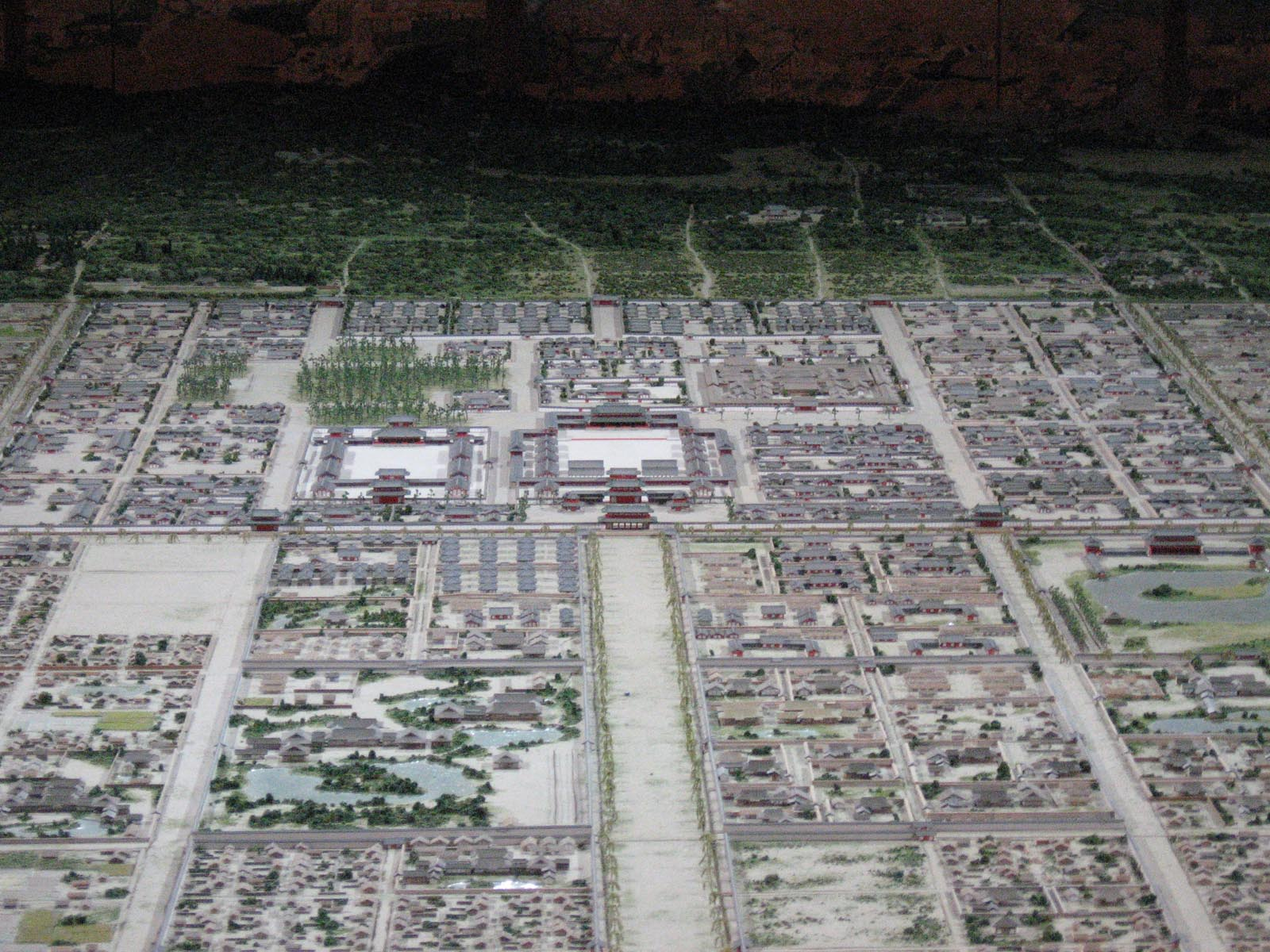
平安京復元模型
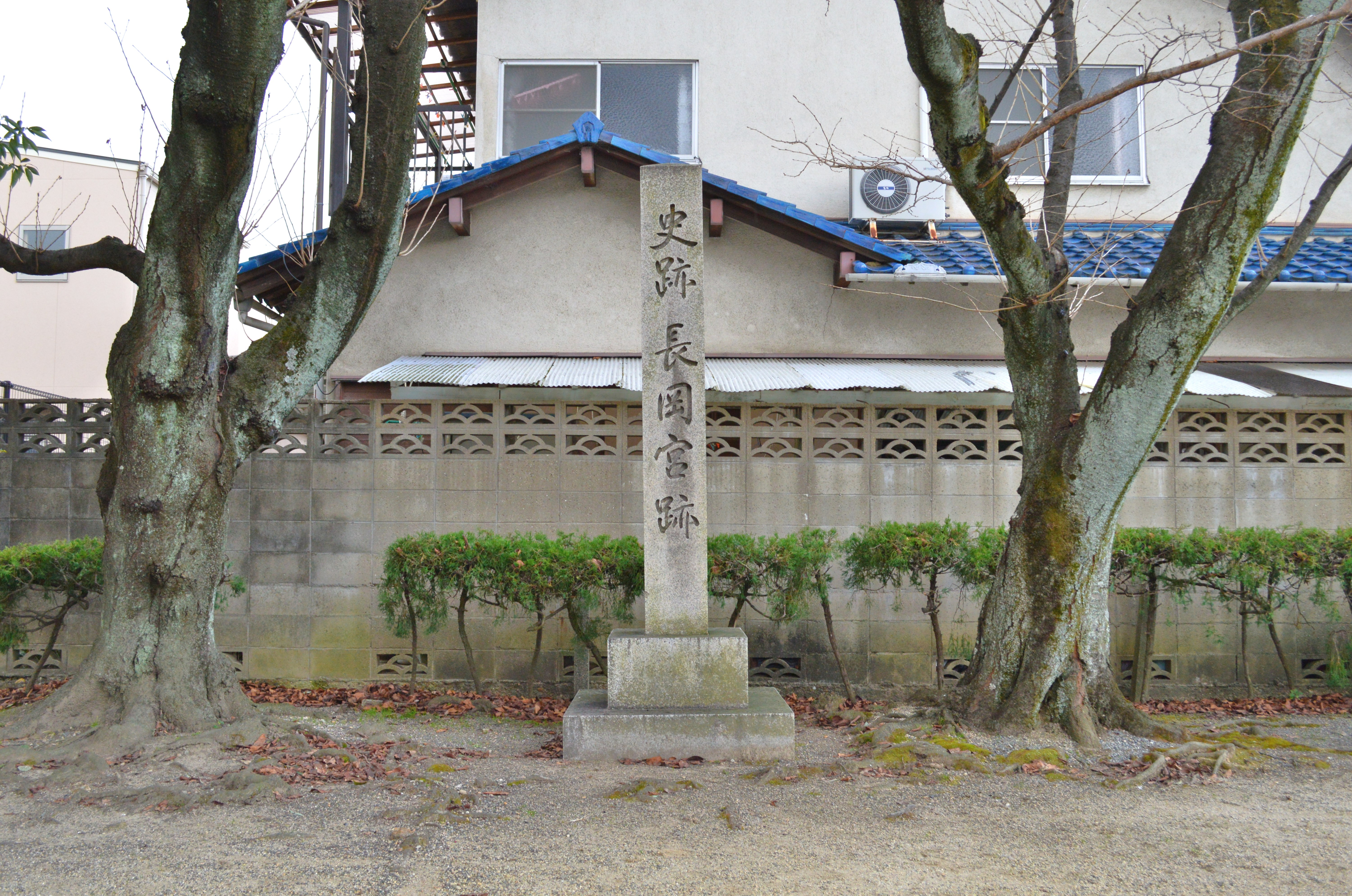
長岡宮跡
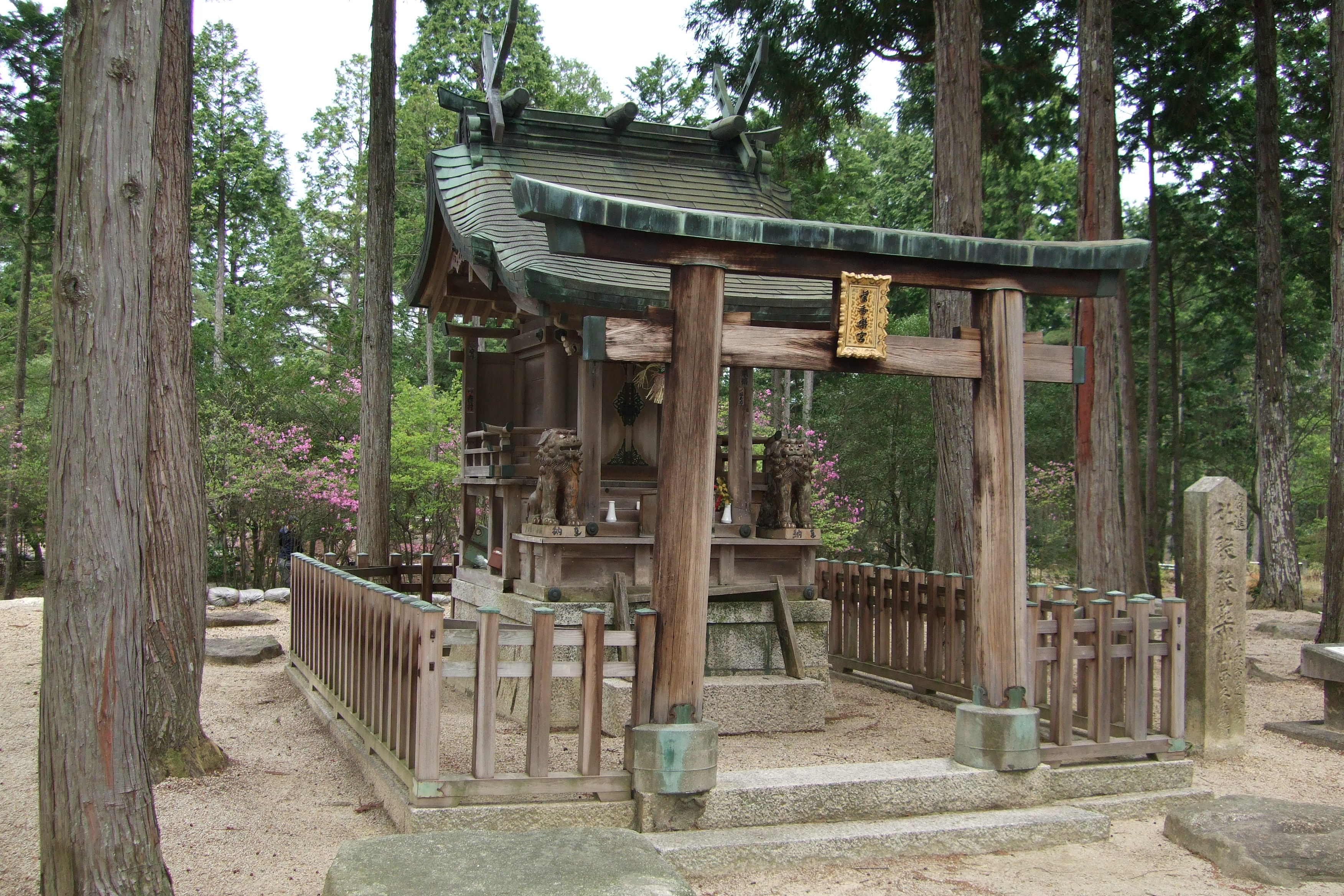
紫香楽宮跡（甲賀寺跡）
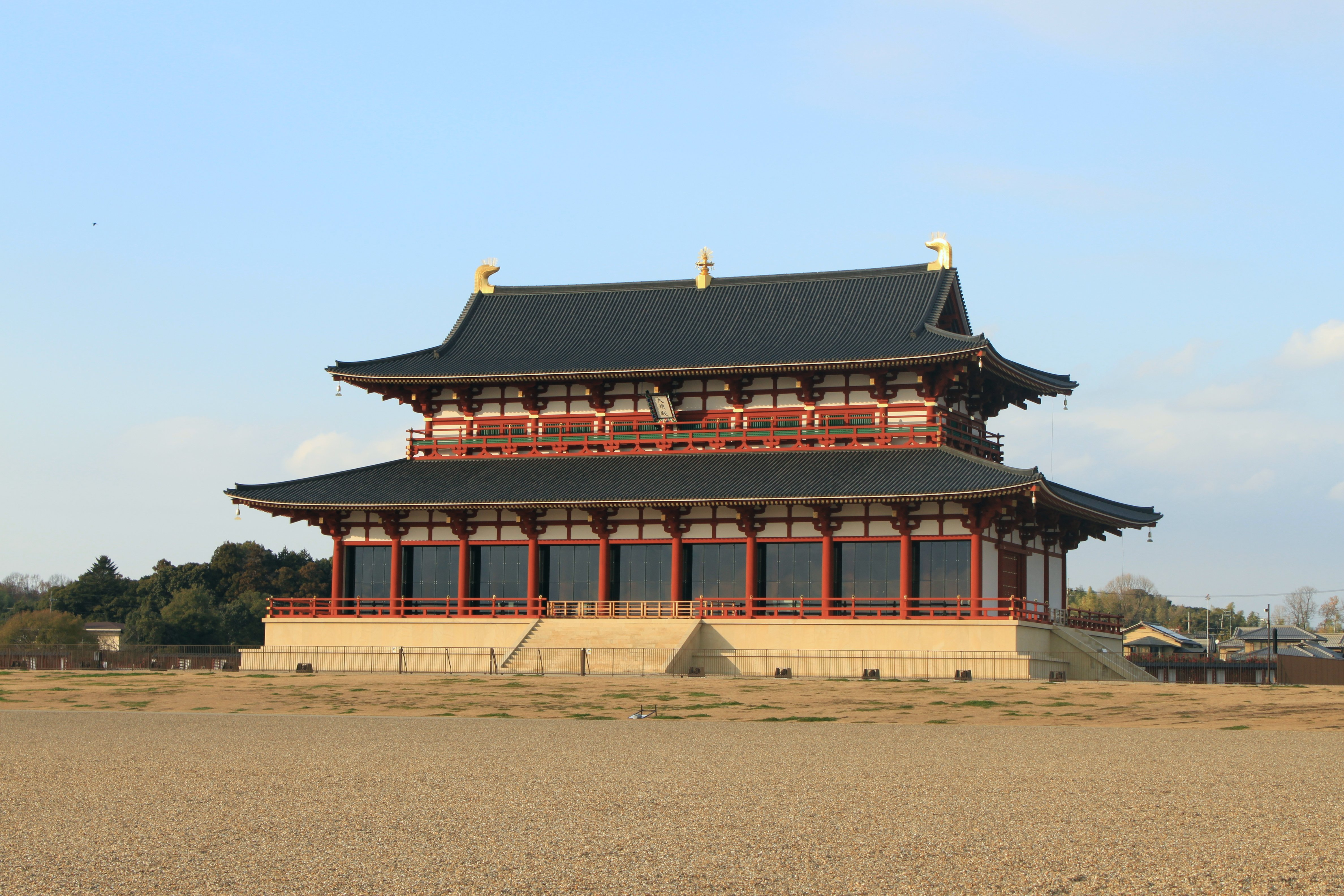
平城宮大極殿
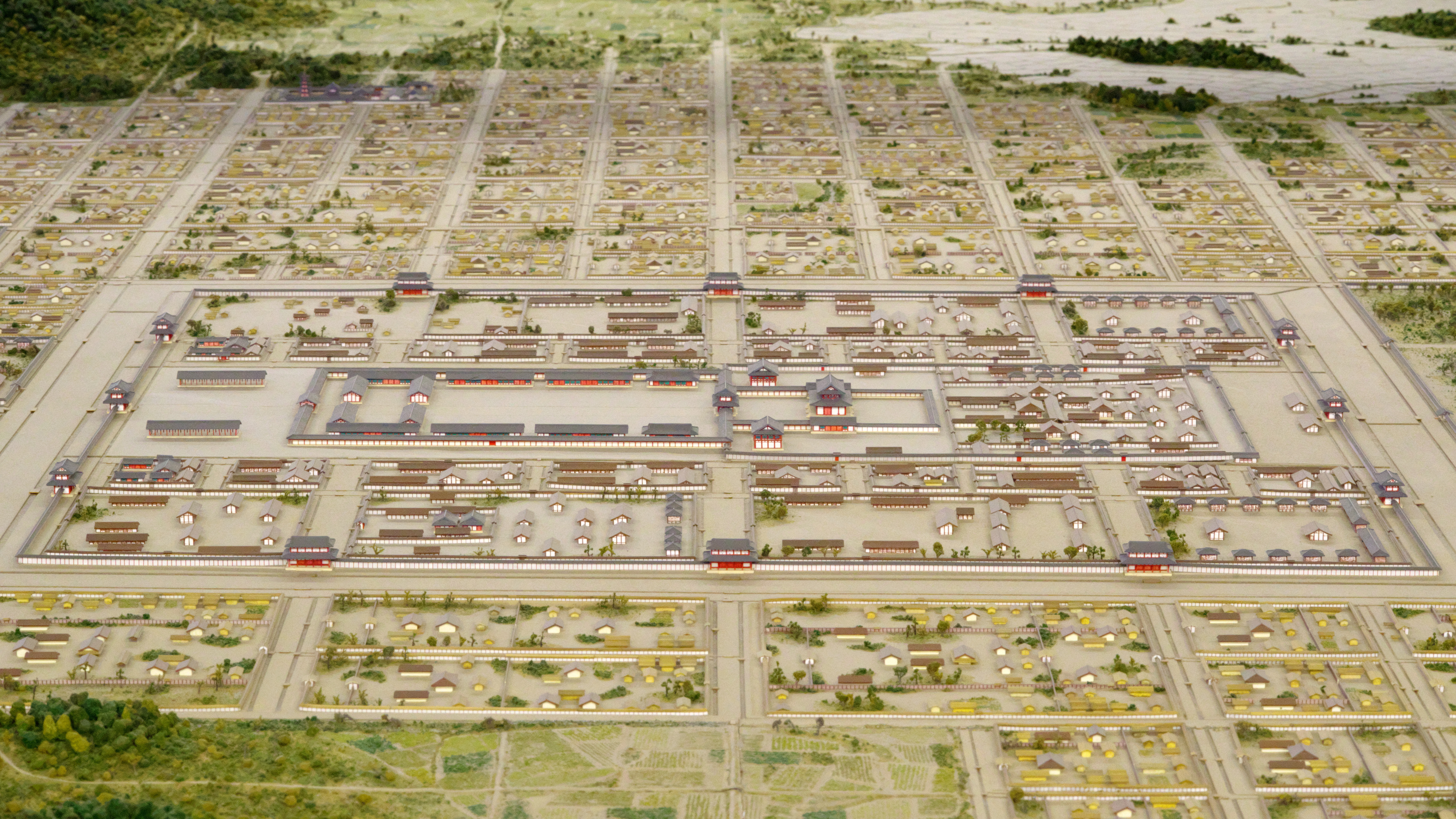
藤原京復元模型
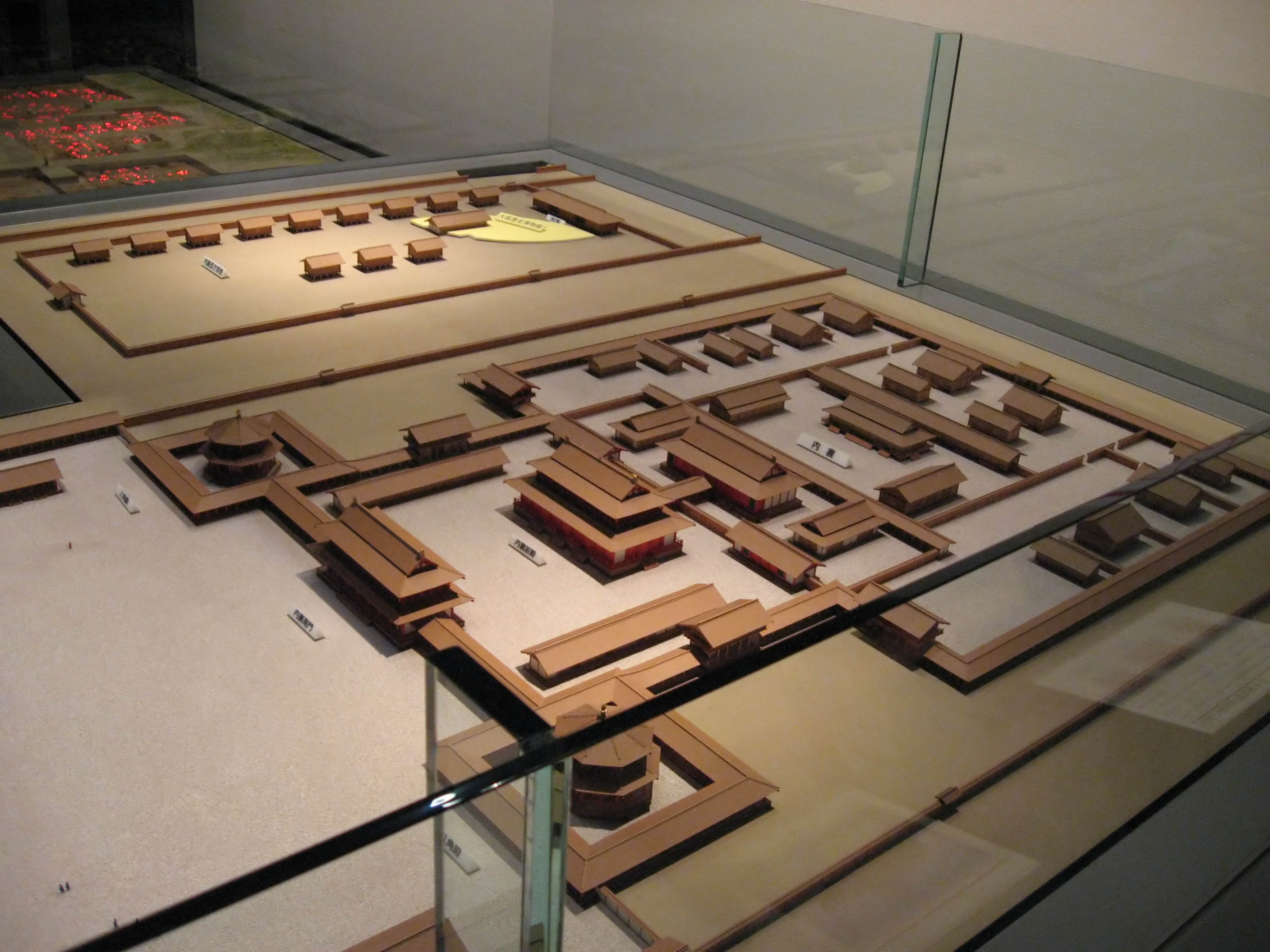
前期難波宮復元模型
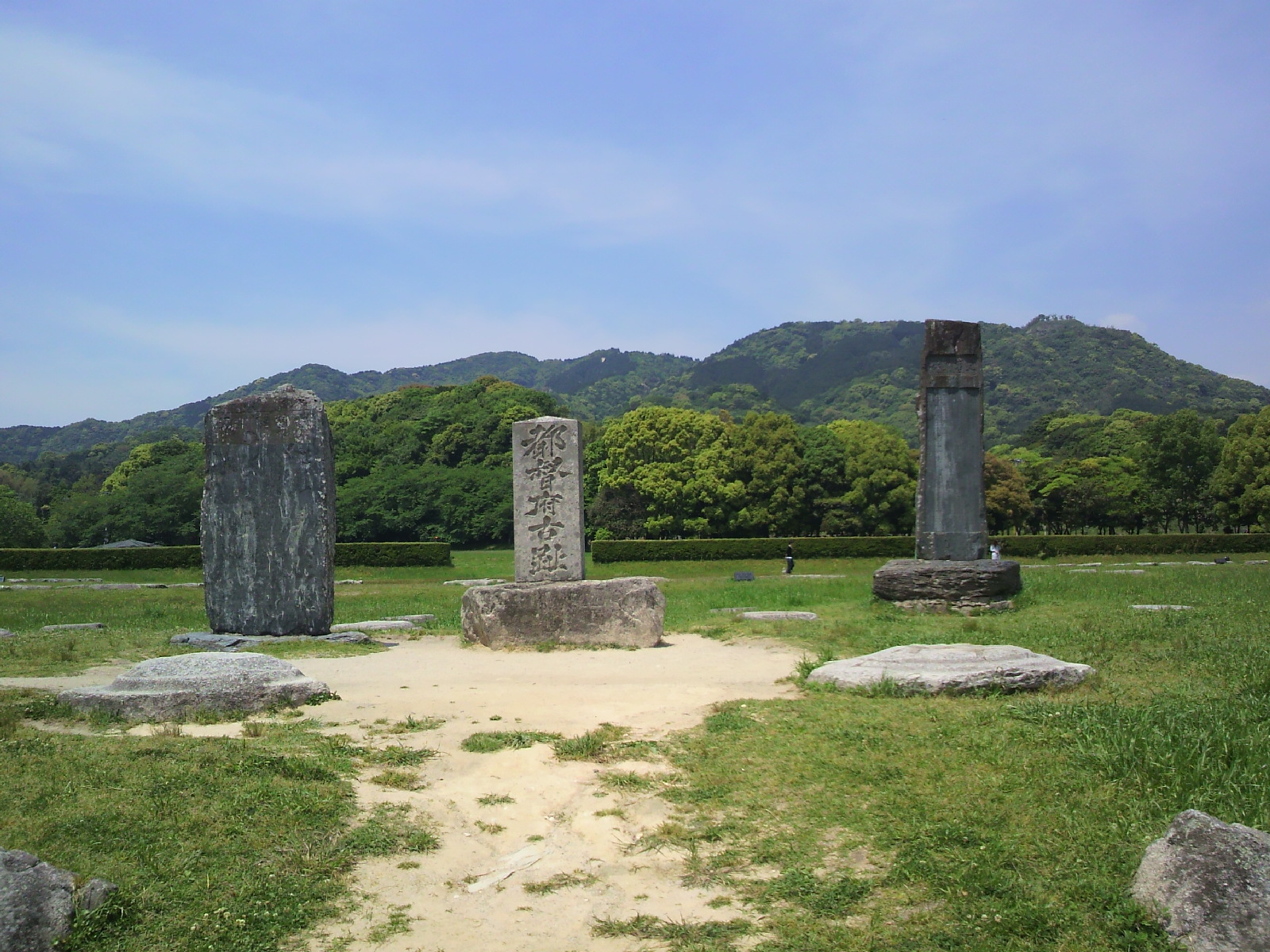
大宰府政庁跡
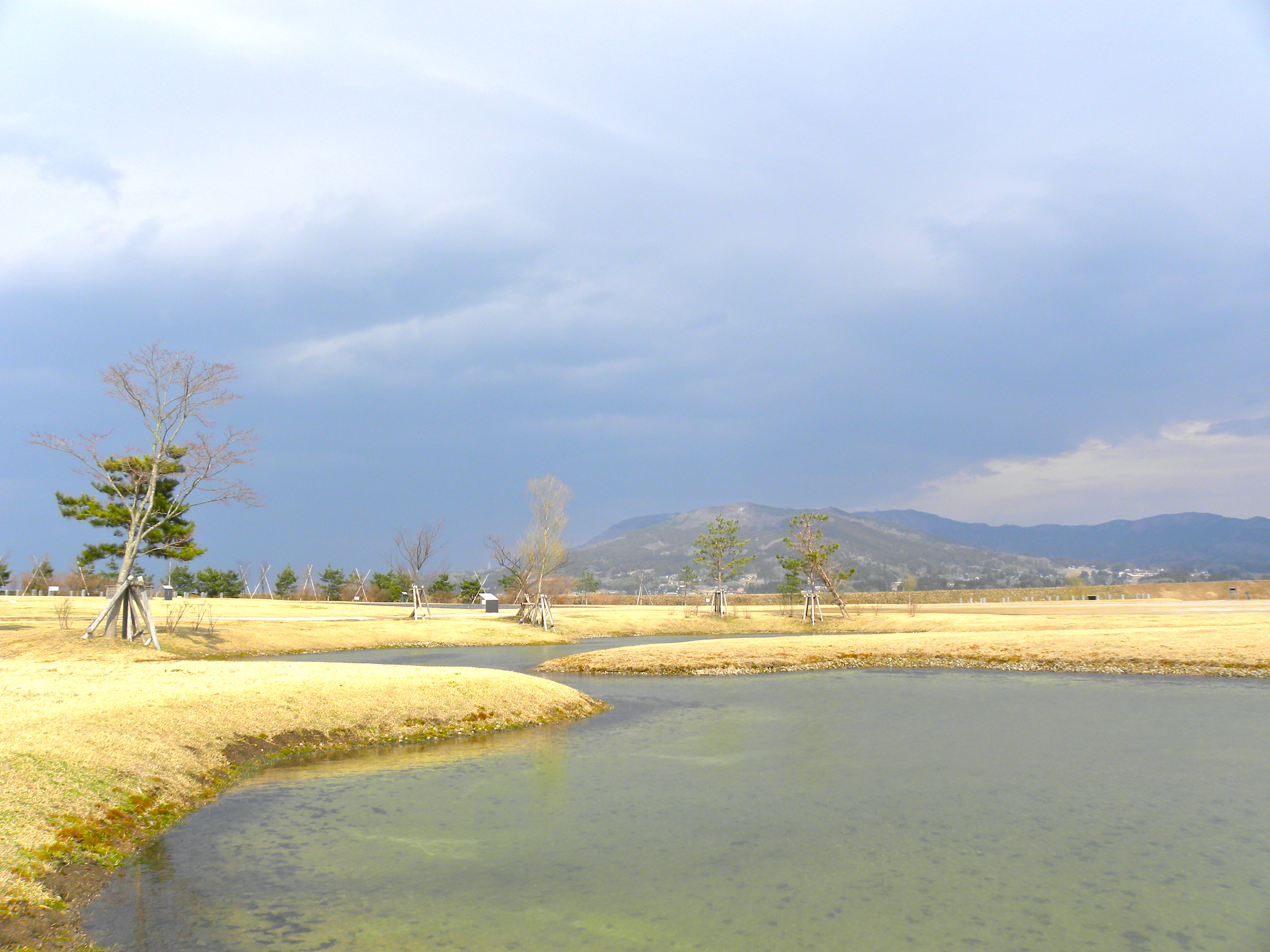
柳之御所遺跡（平泉館跡）
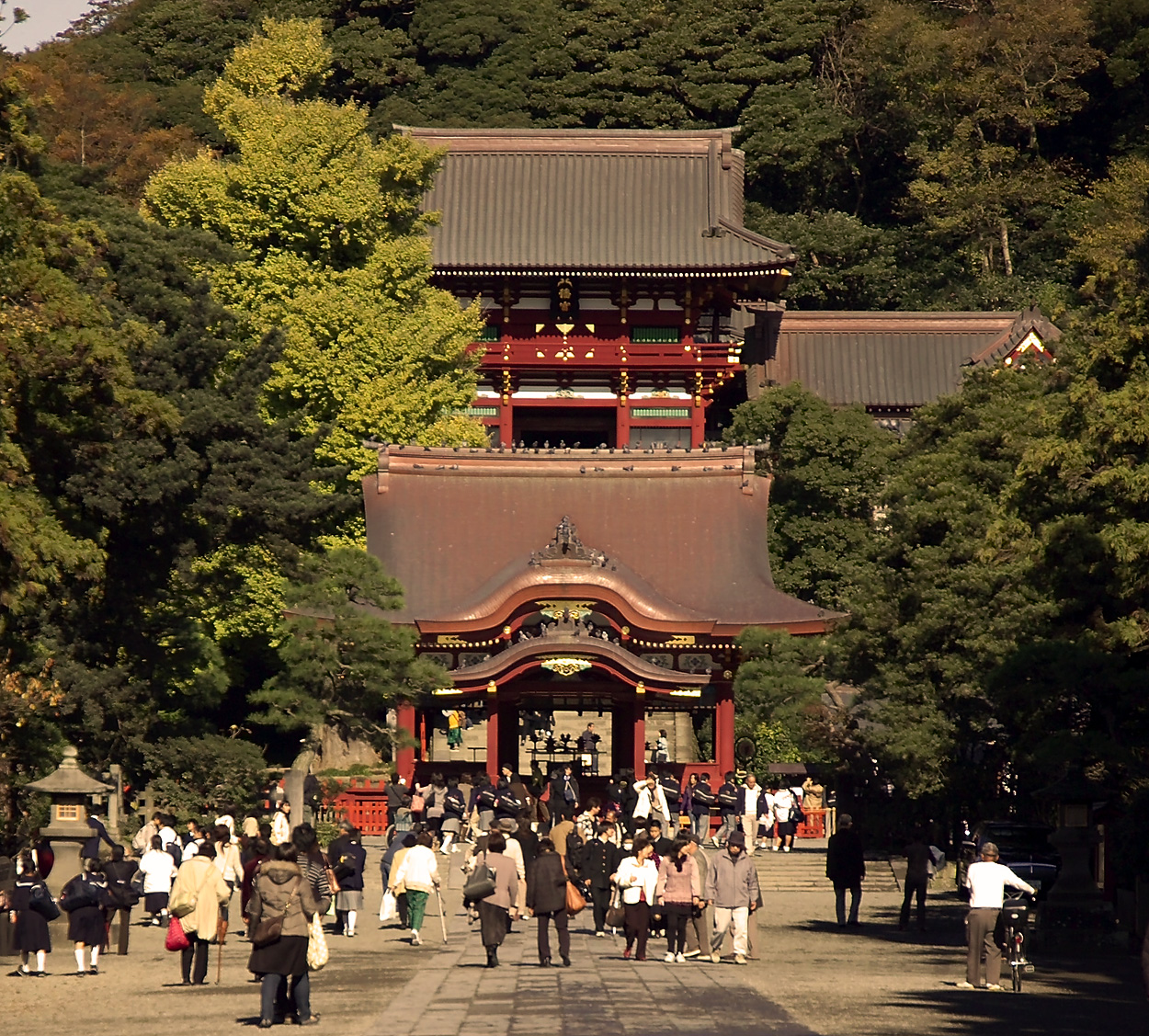
鶴岡八幡宮

#### 朝鮮
- 開城市（高麗の首都。北朝鮮領）
- 慶州市（新羅の首都。韓国領）
- 公州市・扶余郡（百済の首都。韓国領）
- 水原華城
- 漢城府
- 泗沘
- 熊津

#### ベトナム
- 古螺
- フエ

#### インド
- アーグラ
- ハイデラバード
- プネー
- アヨーディヤー
- アンベール (インド)
- インパール
- ヴェールール
- カジュラーホー
- カナウジ
- カーンチープラム
- ガントク
- グルバルガ
- ゴールコンダ
- コルカタ（カルカッタ）
- ダウラターバード
- チャンドラギリ
- パッタダカル
- パトナ
- ハンピ (インド)
- ビジャープル
- ペヌコンダ
- マイソール
- ワランガル
- ヴァーラーナシー

#### パキスタン
- カラチ
- ペシャーワル
- ムルターン
- モヘンジョダロ
- ラホール

#### ネパール
- バクタプル
- パタン (ネパール)
- ローマンタン

#### ブータン
- パロ (ブータン)
- プナカ

#### スリランカ
- アヌラーダプラ
- キャンディ (スリランカ)
- コロンボ
- ジャフナ
- ポロンナルワ

#### インドネシア
- ジョグジャカルタ市
- バンダ・アチェ

#### マレーシア
- クチン
- ムラカ

#### フィリピン
- イロイロ
- カインタ
- ケソン
- サン・パブロ (ラグナ州)
- セブ
- ビガン
- ホロ

#### カンボジア
- ウドン (カンボジア)

#### ミャンマー
- マンダレー
- サガイン
- バガン
- ヤンゴン

#### ラオス
- ルアンパバーン郡
- ワットプー

#### タイ
- アユタヤ
- チェンマイ
- ロッブリー

#### シリア
- アレッポ
- テル・アブ・フレイラ

#### バーレーン
- ムハッラク

#### レバノン
- サイダ
- ティルス
- トリポリ (レバノン)
- ビブロス
- ベイルート

#### アラブ首長国連邦
- ドバイ
- シャールジャ

#### イエメン
- アデン
- サナア
- ザビード
- シバーム
- タイズ

#### イラク
- アッシュール
- アルビール
- アンバール
- ウル
- キルクーク
- クーファ
- クテシフォン
- サーマッラー
- セレウキア
- ドゥル・シャルキン
- ニネヴェ
- バビロン

#### イラン
- ニーシャープール
- マシュハド
- エスファハーン
- ガズヴィーン
- シーラーズ
- スーサ
- タブリーズ
- ハマダーン
- マラーゲ

#### サウジアラビア
- メッカ
- ディルイーヤ
- マディーナ

#### パレスチナ
- エリコ
- ガザ
- サバスティーヤ
- ヘブロン

#### イスラエル
- アシュケロン
- アッコ
- エルサレム
- テルアビブ
- ヤッファ

#### ウズベキスタン
- カルシ
- ブハラ
- ウルゲンチ
- コーカンド
- サマルカンド
- ヒヴァ

#### カザフスタン
- アルマトイ
- タラズ
- テュルキスタン

#### アゼルバイジャン
- ギャンジャ
- バクー

#### アフガニスタン
- ガズニー
- バルフ
- ヘラート

#### グルジア
- ムツヘタ
- クタイシ
- テラヴィ

#### トルコ
- アンタキヤ
- イスタンブール
- イズニク
- イズミット
- ヴァン
- エディルネ
- ガズィアンテプ
- カルス (都市)
- コンヤ
- シャンルウルファ
- タルスス
- チャタル・ヒュユク
- トラブゾン
- ブルサ

### 北アメリカ

#### アメリカ合衆国
- アナポリス (メリーランド州)
- ウエストコロンビア (テキサス州)
- オースティン
- ガルベストン (テキサス州)
- サンタフェ (ニューメキシコ州)
- ダビューク (アイオワ州)
- ニューヨーク市
- ハリスバーグ (テキサス州)
- フィラデルフィア
- プエブロ
- ベルビュー (ネブラスカ州)
- ボストン
- ホノルル
- モンゴメリー (アラバマ州)
- ヨーク (ペンシルベニア州)
- ラハイナ
- リッチモンド (バージニア州)
- ワシントン・オン・ザ・ブラゾス (テキサス州)

### 中南米

#### メキシコ
- グアナフアト
- テノチティトラン

#### アルゼンチン
- コルドバ (アルゼンチン)
- サンティアゴ・デル・エステロ

#### ブラジル
- リオデジャネイロ
- オウロ・プレット
- サルヴァドール

#### ペルー
- カラル遺跡
- クスコ

### アフリカ

#### 南アフリカ共和国
- ウルンディ
- ケープタウン

#### マリ共和国
- ガオ (都市)
- トンブクトゥ

#### エチオピア
- アクスム
- ゴンダール
- ハラール (エチオピア)
- ラリベラ

#### タンザニア
- ザンジバルシティ
- ダルエスサラーム

#### ベナン
- アボメイ

#### アンゴラ
- ンバンザ＝コンゴ

#### ガーナ
- クマシ

#### マラウイ
- ゾンバ

#### コートジボワール
- アビジャン
- グラン・バッサムの歴史都市

#### ナイジェリア
- ラゴス
- アウカ
- イフェ
- イロリン
- カノ
- ザリア
- ソコト
- ベニンシティ

#### スーダン
- ハルツーム
- メロエ

#### セネガル
- サン＝ルイ (セネガル)
- リンゲール

#### チュニジア
- ケルアン
- マーディア

#### モロッコ
- フェズ
- マラケシュ
- メクネス

#### アルジェリア
- コンスタンティーヌ
- トレムセン
- ベジャイア

#### エジプト
- アレクサンドリア
- テーベ
- ファイユーム
- メンフィス (エジプト)

### オセアニア

#### オーストラリア
- メルボルン
- シティ・オブ・リヴァプール (ニューサウスウェールズ州)

#### ニュージーランド
- オークランド (ニュージーランド)
- ダニーデン

#### パラオ共和国
- コロール

#### ミクロネシア連邦
- コロニア

#### ハイチ
- ミロ (ハイチ)